# Rupert Murdoch
Rupert Murdoch, AC, KCSG (Melbourne, 1931) és un empresari dels mitjans de comunicació australià. És l'accionista majoritari i de la News Corporation (o News Corp.), una de les empreses de comunicació més poderoses i influents del món, que controla mitjançant una corporació familiar. La News Corp. abasta diaris, revistes i emissores de televisió des d'Austràlia fins a la Gran Bretanya, passant pels EUA. En els darrers anys, el grup s'ha expandit en àrees de negoci com la televisió per satèl·lit (Fox Television, DirecTV), la indústria cinematogràfica (20th Century Fox) o Internet (MySpace). Amb una riquesa d'uns 21.7 bilions de dòlars, a data de2 de març de 2022, Murdoch és la 31a persona més rica dels Estats Units i la 71a més rica de tot el món segons la revista Forbes.
Fill del periodista Keith Rupert Murdoch, amb qui no gaudia d'una bona relació el 1952, a la seva mort rebé en herència, del seu pare el diari Adelaide News. Amb tot, Murdoch comprà diversos diaris d'àmbit local i el 1964 aconseguí posar en marxa The Australian, diari de tirada nacional. El 1976 comprà el New York Post i el 1985 es llançà al mercat televisiu comprant Metromedia i reconvertint-lo per a crear el canal Fox.
Molts dels diaris i canals de televisió de Murdoch han estat acusats de esbiaixats i de fer cobriments propagandístics per donar suport als interessos de les seves empreses i aliats polítics, i alguns han atribuït la seva influència en els principals esdeveniments polítics al Regne Unit, als Estats Units i a Austràlia.

## Joventut
Va néixer a Melbourne (Austràlia) com a únic fill baró de Sir Keith Murdoch (1885-1952) i Elisabeth Murdoch (de soltera, Greene; 1909-2012). És d'ascendència anglesa, irlandesa i escocesa. Els seus pares també van néixer a Melbourne. Keith Murdoch va ser un reconegut corresponsal de guerra, i més tard un magnat de la premsa regional. Keith va demanar una cita amb Elisabeth després de veure una fotografia seva en un dels seus propis periòdics. Es van casar el 1928, quan ella tenia 19 anys d'edat i ell n'hi treia 23. A més de Rupert, la parella va tenir tres filles: Jane Calvert-Jones, Anne Kantor i Helen Handbury (1929-2004).
Murdoch va assistir a l'escola d'elit Geelong Grammar School, on va tenir la seva primera experiència en l'edició d'una publicació com coeditor de The Corian, el periòdic oficial de l'escola, a més de ser l'editor del periòdic estudiantil If Revived. Va treballar a mitja jornada en el diari Melbourne Herald i el seu pare el va preparar des de primerenca edat per a encarregar-se del negoci familiar. Va estudiar Filosofia, Política i Economia al Worcester College de la universitat d'Oxford (Anglaterra), on va fer costat al Partit Laborista, i va administrar l'Oxford Student Publications Limited, la casa editorial del Cherwell Newspaper.
Després de morir el seu pare en 1952 per càncer, la seva mare es va dedicar a obres de caritat com a membre vitalici del Comitè de Governadors del Royal Women's Hospital a Melbourne i fundant el Murdoch Children's Research Institute (Institut Murdoch per a la Recerca Infantil). Als 102 anys (l'any 2011) tenia 74 descendents.
Murdoch va obtenir el grau de Màster of Arts abans de treballar com a subeditor al diari britànic Daily Express durant dos anys.

## Negocis
Després de la mort del seu pare, Murdoch va tornar del Worcester College a Austràlia als 21 anys d'edat per a prendre les regnes de l'empresa familiar News Limited. Al llarg dels anys, va comprar nombrosos periòdics d'Austràlia i Nova Zelanda, entre ells el Sunday Times de Perth el 1956, el Daily Mirror de Sidney el 1960, el The Dominion de Wellington el 1964, i el Daily Telegraph de Sidney el 1972. Va donar un enfocament groguenc a les seves publicacions, prioritzant la cobertura d'escàndols i esports, la qual cosa li va donar bons resultats financers. El 1964 també va llançar The Australian, el primer periòdic nacional d'Austràlia, amb un enfocament més seriós. D'altra banda, el 1961 va comprar el segell musical Festival Records.
Va expandir els negocis de News Limited al Regne Unit comprant els tabloides News of the World i The Sun el 1969, i posteriorment els periòdics The Times i The Sunday Times el 1981. També va realitzar la seva entrada als Estats Units, al comprar el periòdic Sant Antonio Express-News el 1973, fundar la revista de celebritats Star el 1974 i adquirir el tabloide Nova York Post el 1976.
Va intentar realitzar negocis en la televisió en directe a Austràlia, però les lleis del país impedien que una mateixa empresa tingués una emissora i un periòdic a la mateixa ciutat. El 1983, Murdoch va comprar l'empresa britànica de televisió via satèl·lit Sky, i el 1990 la va fusionar amb la British Satellite Broadcasting per a convertir-se en la British Sky Broadcasting.
Als Estats Units, va comprar l'estudi de cinema 20th Century Fox el 1984 i les cadenes de televisió en directe Metromedia el 1985, després de la qual cosa va llançar la cadena de televisió FOX, que en pocs anys es va convertir en rival de les tres grans cadenes (ABC, CBS i NBC). El 1993 va comprar l'empresa de televisió asiàtica Star TV. L'empresari va llançar l'empresa de televisió per subscripció australiana Foxtel el 1995. Va comprar l'empresa de televisió per satèl·lit estatunidenc DirecTV el 2003, que després va vendre el 2008.

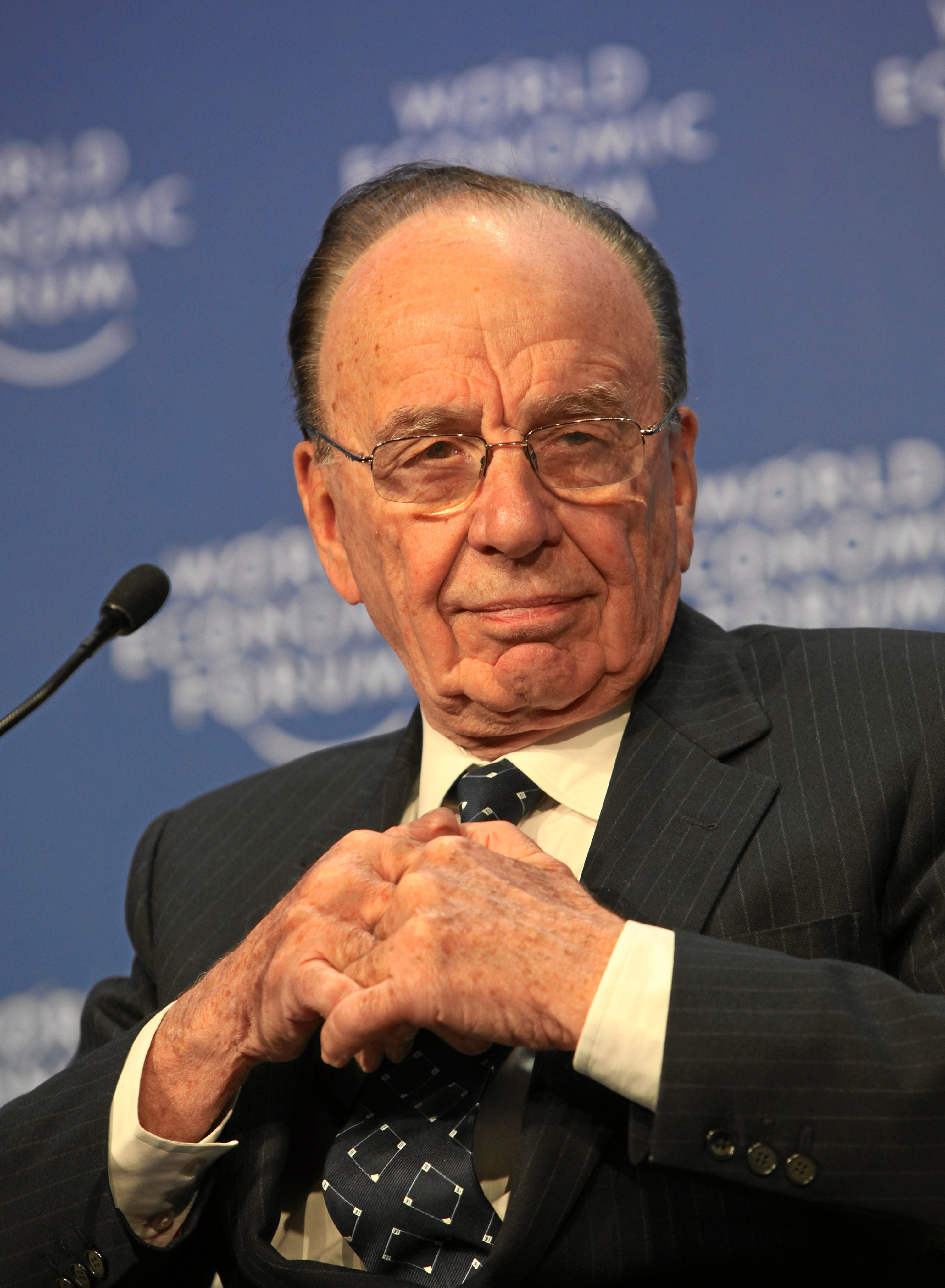
Murdoch en el Fòrum Econòmic Mundial de 2009.

El 2007, Murdoch va comprar l'empresa d'informació financera Dow Jones & Company, que publica el The Wall Street Journal i l'Índex Dow Jones. El 2014 va intentar comprar l'empresa multimèdia Time Warner per 80.000 milions de dòlars, però van rebutjar la seva oferta.
Murdoch va participar en la guerra de la lliga de rugbi d'Austràlia a mitjans de la dècada de 1990, en la qual va fundar la Super League, un campionat paral·lel a la Lliga Australiana, que després van fusionar a la National Rugbi League. El 1998, Murdoch va comprar Los Angeles Dodgers de Peter O'Malley suposadament per 311 milions de dòlars. Aquest va ser el preu més alt mai pagat per un equip esportiu dels Estats Units. L'empresari va vendre l'equip a Frank McCourt el 2004. Murdoch va intentar comprar el Manchester United FC de futbol per 625 milions de lliures esterlines el 1998, però la comissió de competència britànica ho va impedir.
El 1979, News Limited va passar a ser propietat del hòlding News Corporation. L'empresa era originalment australiana, i el 2004 es va reincorporar als Estats Units. El 2013, News Corporation va passar a denominar-se 21st Century Fox, mentre que les empreses de periòdics es van escindir per a conformar la nova News Corp.

## L'escàndol dels telèfons piratejats
En juliol de 2011 Rupert Murdoch i el seu fill James van testificar davant d'un comitè del parlament britànic per l'escàndol dels telèfons piratejats. El seu imperi mediàtic al Regne Unit va seguir en el punt de mira mentre els investigadors cercaven proves de més telèfons piratejats.
El 12 de juliol el Comitè de Cultura, Esport i Comunicació de la Cambra dels Lords va enviar una citació judicial a Murdoch, al seu fill James i a la seva directora executiva Rebekah Brooks per testificar el dia 19 de juliol. Malgrat un primera refús, Murdoch i el seu fill van accedir a prestar declaració després que el comitè els cités al Parlament. El dia anterior a la compareixença, la pàgina web de la publicació The Sun, que pertany al grup News Corporation de Rupert Murdoch, va ser piratejada, la qual cosa donà lloc a l'aparició en primera pàgina d'una història falsa que anunciava la mort de Murdoch. Segons el mateix Rupert, aquest va ser "el moment més humiliant de la seva vida". Va sostenir els seus arguments dient que el seu negoci internacional constava de 53.000 treballadors i que els del setmanari News of the World només representaven l'1%, de manera que no es feia gens responsable del que apareixia o deixava d'aparèixer en el dit diari sensacionalista. Va afegir, a part d'això, que no considerava de cap manera la idea de dimitir i que tant ell com els altres alts executius no havien estat conscients del pirateig dels telèfons.
El 15 de juliol, Rupert Murdoch va assistir a una reunió privada a Londres per a disculpar-se personalment prop de la família de Milly Dowler pel pirateig de la bústia de veu del telèfon mòbil de la jove (que ja havia mort) per un els diaris de la seva companyia. Els dies 16 i 17 de juliol, News International va publicar en molts dels diaris nacionals britànics dues pàgines senceres de disculpes. La primera, signada pel mateix Murdoch i escrita en forma de lletra, demanava disculpes pels desafortunats esdeveniments que havien tingut lloc. Enmig de totes les acusacions, Murdoch va acceptar la dimissió de Rebekah Brooks, principal encarregada de totes les seves operacions a Gran Bretanya, i la de Les Hinton, cap de Dow Jones i director de la revista quan van ocórrer alguns dels abusos. Tots dos neguen haver tingut cap coneixement del que succeïa mentre estaven al cap del diari.

## Vida privada
Murdoch s'ha casat quatre vegades. Primer el 1956 amb Patricia Booker, amb qui té una filla, Prudence Murdoch. Es van divorciar el 1962. Poc se sap sobre aquesta unió i Murdoch no ha parlat mai públicament del tema. El mateix any, es va casar amb la seva treballadora Anna Maria Torv, tia de l'actriu australiana Anna Torv.
Torv i Murdoch van tenir tres fills: Elisabeth Murdoch, Lachlan Murdoch i James Murdoch. Quan es van divorciar el 1998, Anna Torv va rebre aproximadament 1.700 milions de dòlars americans.
El 25 de juny de 1999, 17 dies després d'haver-se divorciat de la seva segona esposa, Murdoch (de 68 anys) es va casar amb Wendi Deng, qui també treballava per a ell com a vicepresidenta de Star TV . Va tenir dues filles amb ella, Grace (n. 2001) i Chloe (n. 2003), i se'n va divorciar el 2013.
El 5 de març de 2016, als 84 anys, es va casar amb Jerry Hall, vint anys més jove, davant d'un centenar de convidats.
El fill gran de Rupert, Lachlan, va treballar per al seu pare alguns anys a la News Corporation i també en el periòdic de Nova York, el  New York Post. El 2005, Lachlan va deixar les seves posicions en l'empori del seu pare. Arran d'això, l'únic fill activament implicat en els negocis del seu pare és James.
Hi ha alguns frecs entre els diversos germanastres i exdones de Murdoch amb la temptativa de prendre les regnes de les empreses de Rupert en l'avenir. 